# Joop Carley
Johan Dirk (Joop) Carley (Den Haag, 20 september 1893 – Monster, 10 mei 1982) was een Nederlandse vliegtuigbouwer uit de begintijd van de Nederlandse luchtvaartgeschiedenis.

## Zijn eerste vliegtuig en de vliegschool te Ede

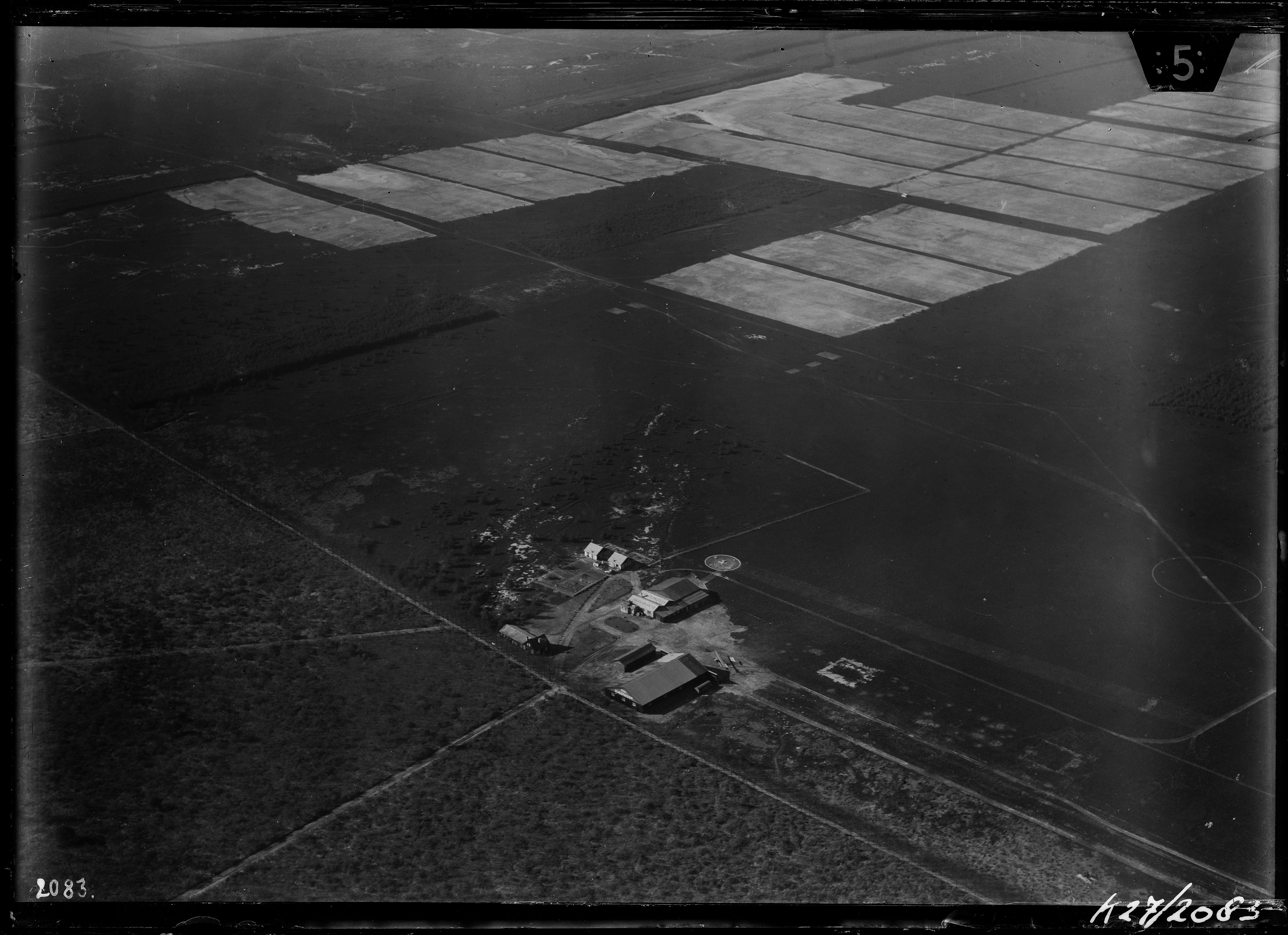
Luchtopname van vliegkamp Ede. Op de grote loods staat "Carley Vliegtuigen" geschreven.

Joop Carley was secretaris van de Haagsche Proefvliegclub, waar ook Theo Slot bij hoorde. Na enkele modelzweefvliegtuigen vestigden Joop Carley, Theo Slot en Coen van Dijk (ook van de Proefvliegclub) hun aandacht op de nagebouwde Blériot van Josephus Jitta. Via een aantal omwegen kwamen ze in het bezit van dit vliegtuig, maar het werd al in 1914 vernield voordat ze er goed en wel in gevlogen hadden. In 1916 probeerden ze het nog een keer met enig succes. Joop Carley besloot vervolgens in 1917 de inboedel van Hein van der Burgs Eerste Nederlandse Vliegvereniging te Gilze en Rijen over te nemen en verhuisde alles naar vliegkamp Ede. Hier begon hij zijn eigen vliegschool en bouwde hij twee zogenaamde "canards" (vliegtuigen met de hoogte/richtingsroeren aan de voorkant in plaats van de staart). Daarna bouwde hij de S.1 en stelde deze tentoon op ELTA, maar kopers bleven uit. Na een onafgebouwd verkeersvliegtuig kwam Carley met een ander lesvliegtuig, de L.II. Ook voor dit vliegtuig was er te weinig belangstelling en Joop Carley moest de vliegschool in 1922 sluiten.

## Nationale Vliegtuig Industrie
Joop Carley besloot de leiding te nemen in de pas opgerichte Nationale Vliegtuig Industrie (NVI) met een kantoor te Den Haag en een fabriek in Voorburg. Hier ontwierp hij de eenpersoons dubbeldekker C.III en probeerde hij het ook met zijn oude ontwerp van een  tweepersoons dubbeldekker, de L.II (hernoemd tot C.II). Maar weer slaagde hij er niet in kopers te vinden en besloot hij te vertrekken, waarna zijn werk werd overgenomen door Frits Koolhoven.

## Carley's Aeroplanes en de Vliegtuig Industrie Holland

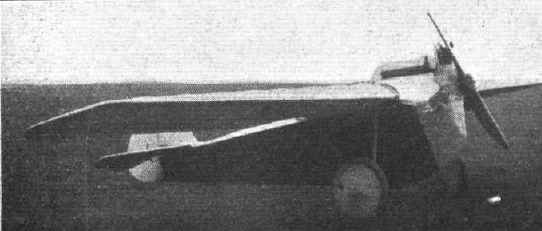
De C.12A met 20pk Anzani motor

Na het debacle bij de NVI begon Carley samen met Theo Slot weer voor zichzelf in Rijswijk. Hier bouwden zij de Carley C.12 "vliegfiets". De in Rijswijk pas opgerichte Vliegtuig Industrie Holland met als eigenaar/directeur H. van Koolbergen, had wel interesse en kocht de rechten op het toestel dat vervolgens onder de naam Carley's Aeroplanes C.12a ("a" vanwege een andere motor) verder moest worden ontwikkeld. Maar dit vorderde niet naar de zin van het bestuur van de VIH en Carley werd na ruzie met zijn opdrachtgevers in 1924 weer ontslagen.

## Werkspoor

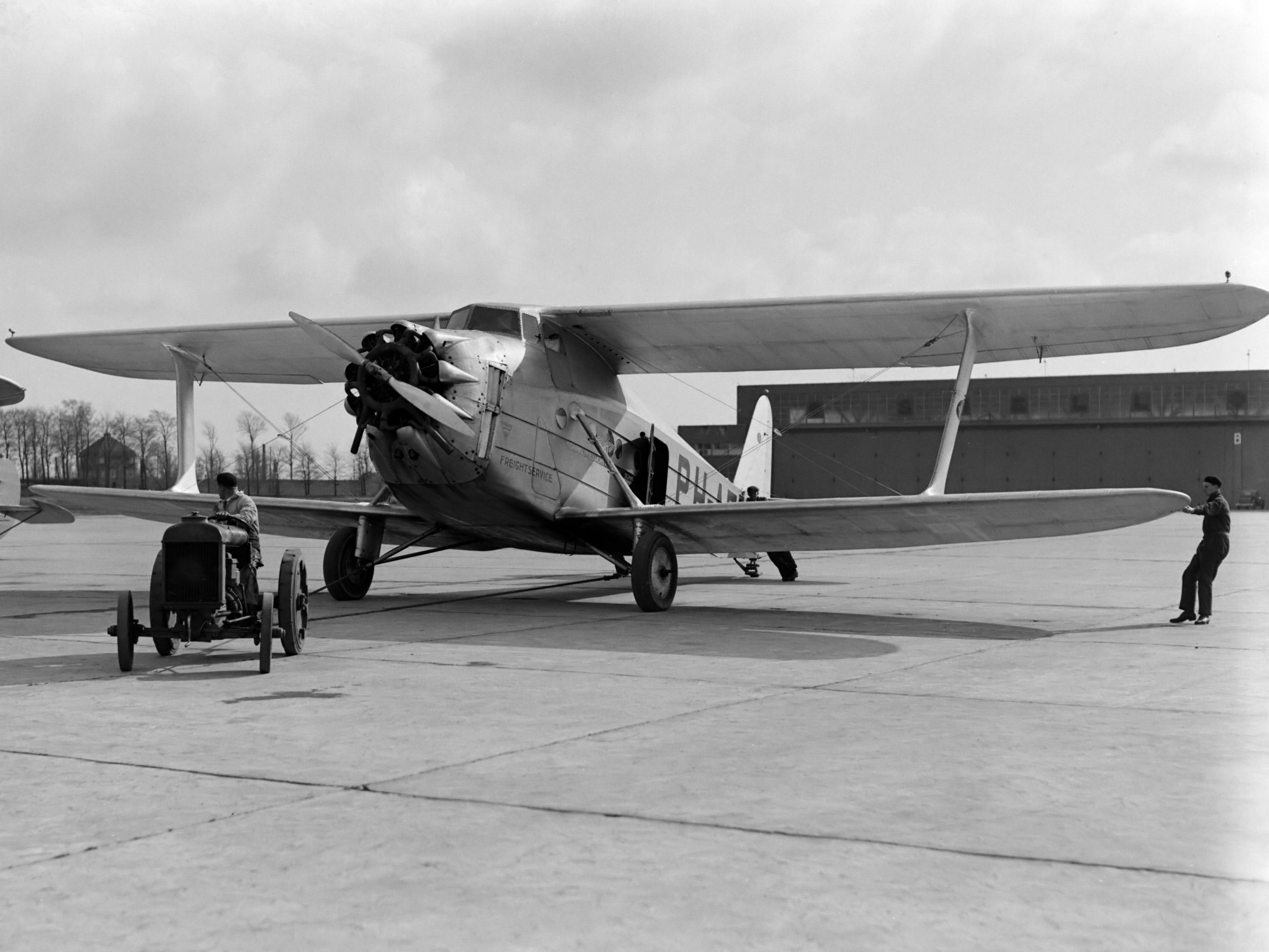
De Jumbo

Pas in 1929 liet Carley weer van zich horen in de Nederlandse vliegtuigindustrie. Hij raakte betrokken bij een opdracht van de KLM om een vrachtvliegtuig te ontwerpen. Dit werd vervolgens gebouwd door Werkspoor. Het ontwerp van de "Jumbo", zoals de naam zal luiden, kreeg last van oververhitte motor en de aflevering werd later dan gepland. Uiteindelijk is er maar één gebouwd en dat heeft slechts twee jaar gevlogen als vrachtvliegtuig en nog zeven jaar als lesvliegtuig. Joop Carley werd aangetrokken door Koolhoven en mocht daar onder toezicht van Frits Koolhoven experimenteren met zijn staartloze vliegtuig, dat nooit gebouwd werd.

## Brommers
Rond 1939 maakte Joop Carley samen met zijn zoon een tweetaktblokje met de bijnaam "wondertol" en probeerde dit vervolgens te produceren, eerst bij de Franse M. Rocher en later nog bij het Nederlandse Empo. De motor werkte zonder krukas zoals ook de wankelmotor.